# Dallas Tornadoes 2021
Questa voce raccoglie le informazioni riguardanti i Dallas Tornadoes nelle competizioni ufficiali della stagione 2021.

## Stagione
I Dallas Tornadoes partecipano al loro primo campionato NVA, classificandosi al quinto posto nella National Conference, fallendo quindi l'accesso ai play-off scudetto.

## Organigramma societario
Area direttiva
- Presidente: Jordan DeJesus

Area tecnica
- Allenatore: Jonathan Daclison

## Rosa
| N° | Nome              | Ruolo | Data di nascita   | Nazionalità sportiva |
| -- | ----------------- | ----- | ----------------- | -------------------- |
| 1  | Jeffery Hardman   | P     | -                 | Stati Uniti          |
| 3  | Ángel Rivera      | C     | 12 maggio 1992    | Porto Rico           |
| 4  | Luis Vasquez      | S     | -                 | Stati Uniti          |
| 5  | Sean Smith        | P     | 26 dicembre 1990  | Stati Uniti          |
| 7  | Ryan Schultheis   | L     | -                 | Stati Uniti          |
| 10 | Ben Simon         | O     | -                 | Stati Uniti          |
| 10 | Sequiel Sánchez   | S     | 24 marzo 1990     | Porto Rico           |
| 11 | Aaron King        | C     | -                 | Stati Uniti          |
| 12 | Javier Guerrero   | S     | -                 | Stati Uniti          |
| 13 | Chike Opurum      | C     | -                 | Stati Uniti          |
| 14 | Eduardo Hernández | S     | 22 ottobre 1990   | Porto Rico           |
| 18 | Carlos Luna       | S     | 25 gennaio 1981   | Venezuela            |
| 19 | Michael Quiñones  | P     | -                 | Porto Rico           |
| 20 | Félix Chapman     | C     | 5 ottobre 1996    | Cuba                 |
| 32 | Patrick Moscicki  | C     | -                 | Stati Uniti          |
| 43 | Ivan Andujar      | P     | -                 | Porto Rico           |
| 43 | Jessie Colón      | C     | 20 settembre 1984 | Porto Rico           |
| 69 | Steven Roschitz   | S     | -                 | Stati Uniti          |

## Statistiche

### Statistiche di squadra
| Competizione | Punti | In casa | In casa | In casa | In trasferta | In trasferta | In trasferta | Totale | Totale | Totale |
| Competizione | Punti | G       | V       | P       | G            | V            | P            | G      | V      | P      |
| ------------ | ----- | ------- | ------- | ------- | ------------ | ------------ | ------------ | ------ | ------ | ------ |
| NVA          | 7     | 0       | 0       | 0       | 0            | 0            | 0            | 9      | 2      | 7      |
| Totale       | -     | 0       | 0       | 0       | 0            | 0            | 0            | 9      | 2      | 7      |

G = partite giocate; V = partite vinte; P = partite perse